# Abbaye de Rein
Pour les articles homonymes, voir Rein.
L’abbaye de Rein (« Stift Rein », en latin « Runa ») est une abbaye cistercienne en activité, située en Styrie en Autriche. Elle est réputée être le plus vieil établissement cistercien du monde encore en activité, n'ayant connu qu'une brève interruption entre l'Anschluss et la fin de la Seconde Guerre mondiale.

## Situation
L'abbaye de Rein est située à l'entrée des vallées de l'Ulrichsbach et du Kehrer Bach, deux petits affluents de rive gauche de la Mur. Elle est dominée à l'ouest par le petit massif alpin du Plesch, qui culmine à 1 063 mètres, juste au nord du village d'Eisbach, à une quinzaine de kilomètres au nord-ouest de Graz.

## Histoire

### Avant les moines
Le site d'implantation de l'abbaye est occupé dès la Préhistoire. Des fouilles réalisées en 2002 ont révélé des poteries datant pour partie d'entre 4 400 et 3 500 av. J.-C. (âge du cuivre et pour partie de 1 300 av. J.-C. (âge du bronze). C'est de là que vient le nom de « Runa », d'où est dérivé Rein, le proto-slave « Rauna » signifiant « vallée ».

### Fondation
L'abbaye est fondée à la demande de Léopold Ier, margrave de Styrie, qui fait venir en 1129 des moines cisterciens de l'abbaye d'Ebrach située en Franconie. Il choisit d'ailleurs d'y être enterré à sa mort la même année. L'abbé Adam d'Ebrach envoie une colonie de douze moines à la tête de laquelle il place le premier abbé de Rein, Gerlach.

### L'abbaye médiévale

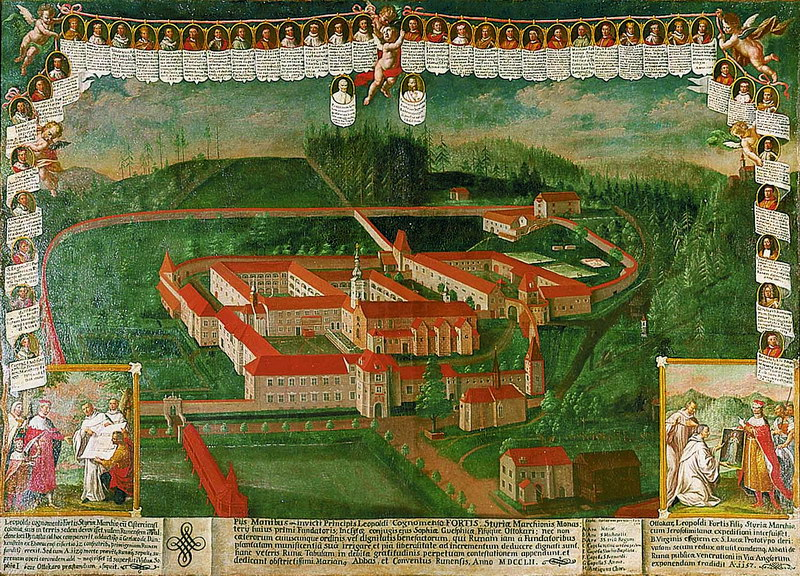
L'abbaye de Rein au début du XVIIIe siècle, avant les travaux de reconstruction baroque.

L'archevêque de Salzbourg Conrad d'Abensberg (de) confirme le 22 février 1138 la donation du site du monastère aux cisterciens. L'abbaye prospère rapidement et fonde immédiatement deux abbayes-filles, Stična, en actuelle Slovénie, en 1136, et Wilhering en 1146.
La construction de l'abbaye initiale dure jusqu'en 1265, avec la construction d'une chapelle dédiée à Thomas Becket en 1229, et celle d'une chapelle dédiée à saint Georges en 1250. Quelques autres constructions, reconstructions ou travaux complémentaires sont effectués par la suite entre 1282 et 1479.

### AuXVesiècle
Vers 1440, Rein fonde une nouvelle abbaye-fille en banlieue viennoise, Neukloster. Quarante ans plus tard, la bataille d'Otrante vient montrer aux Européens que la menace ottomane n'est pas une illusion. Les monastères autrichiens, qui sont plus particulièrement menacés, sont enjoints par l'empereur Frédéric III de se fortifier ; l'abbé Wolfgang Schrötl s'y plie, construisant des murs défensifs, les tours nord et sud (1479-1517).

### AuxXVIIeetXVIIIesiècles
En 1620, l'abbaye de Schlierbach, ancienne abbaye cistercienne féminine vidée par la Réforme, est repeuplée par la volonté de Ferdinand II, lors de la Contre-Réforme. Il demande en conséquence aux moines de Rein de venir relancer la vie monastique à Schlierbach.

### La reconstruction baroque

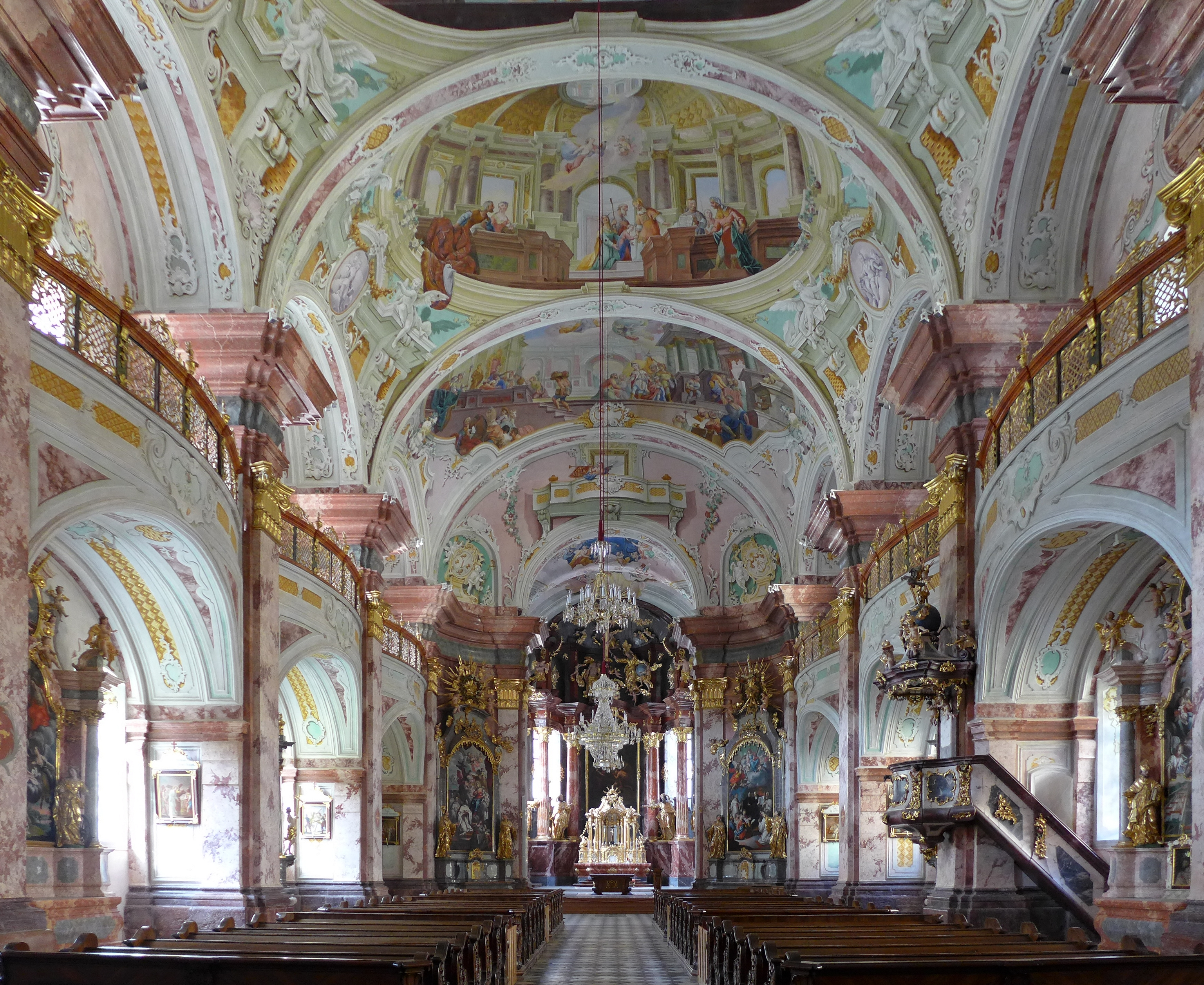
L'intérieur de l'église abbatiale après la reconstruction baroque.

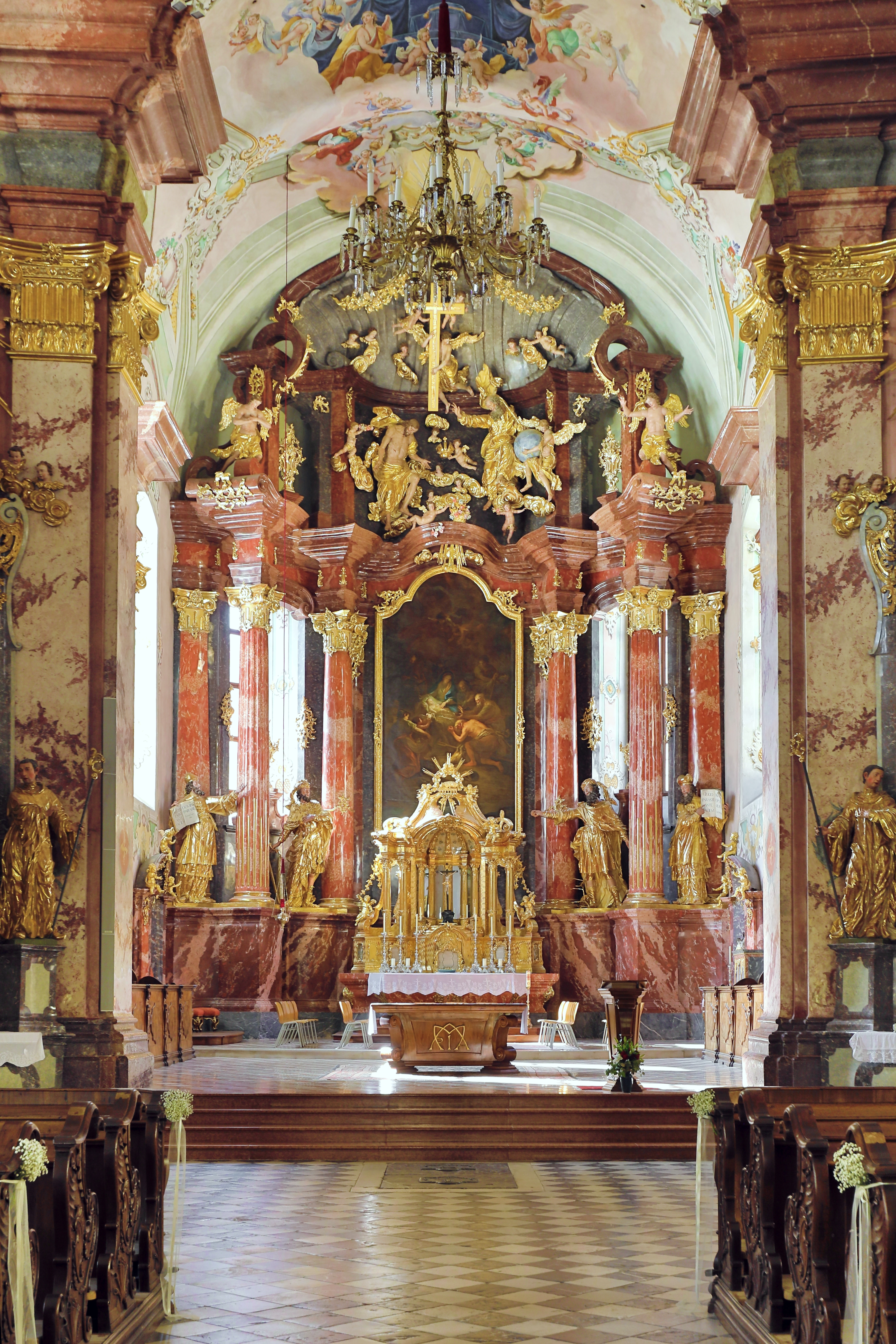
Maître-autel de la collégiale.

Rein est le dernier monastère de Styrie à avoir été reconstruit dans un style baroque au XVIIIe siècle. C'est l'abbé Placidus Mally (1710-1745) qui décide de cette reconstruction, qui donne au monastère son aspect actuel.
Entre 1737 et 1740, l'architecte autrichien Johann Georg Steng met en œuvre un programme de rénovation et de décoration de l'abbaye. Une fresque est peinte sur la voûte de l'église abbatiale en 1766, par Joseph Adam Ritter von Mölk (de)
Les travaux durent de 1737 à 1766, et sont terminés sous l'abbatiat de Marian Pittreich.

### L'abbaye auXXesiècle
Entre 1941 et 1945, les nazis chassent les moines de l'abbaye, où ils ne peuvent revenir que le 20 août 1945 ; la vie reprend son cours à l'abbaye. Celle-ci est gravement endommagée par des inondations le 24 juillet 1975.
De 1978 à 1986, d'importants travaux de rénovation sont réalisés à l'abbaye ; à la même époque, le 4 octobre 1979, Jean-Paul II consacre l'église abbatiale en basilique mineure

## L'abbaye
Le monastère est bâti suivant le principe habituel d'une construction cistercienne : l'église est située au nord du cloître, tournée vers l'orient. L'aile Ouest abrite le dortoir des frères convers, l'aile Est celui des moines, éclairé d'un puits de lumière sommital. Sous ce dernier sont situés la sacristie, la salle capitulaire et la bibliothèque. Au sud-est étaient situées les latrines, proches du cours d'eau afin d'éliminer au plus vite les nuisances ; l'aile sud comprend le chauffoir, seule pièce chauffée du bâtiment, le réfectoire et la cuisine. Enfin, hors du bâtiment principal sont localisés à l'ouest le grenier, le moulin et le four à pain.